# Alectona millari
Alectona millari är en svampdjursart som beskrevs av Carter 1879. Enligt Catalogue of Life ingår Alectona millari i släktet Alectona och familjen Alectonidae, men enligt Dyntaxa är tillhörigheten istället släktet Alectona och familjen Clionidae. Arten är reproducerande i Sverige. Inga underarter finns listade i Catalogue of Life.